# 指宿市考古博物館
指宿市考古博物館（いぶすきしこうこはくぶつかん、英語: Ibusuki Archaeological Museum）は鹿児島県指宿市十二町に所在する指宿市立の考古博物館および研究施設である。通常はもっぱら愛称としての時遊館COCCOはしむれ（じゆうかんここはしむれ）の名が使われている。
1919年（大正8年）に濱田耕作により日本の考古学史上、縄文土器と弥生土器に時代差があることを初めて立証し、また日本三代実録に記載のある874年の開聞岳大噴火の際の埋没集落が発掘された国の史跡、橋牟礼川遺跡の北側に所在している。
所蔵品及び調査記録は、上記の橋牟礼川遺跡関連の他に、江戸時代に現在の指宿市今和泉周辺を領地とし天璋院の生家であった薩摩藩今和泉家に関するもの、幕末に指宿を薩摩藩の代表的な物流港とし薩摩藩へ多大な資金提供を続けた御用商人濵﨑太平次に関するものなどがあり、これらは企画展などで該当した場合は観覧が可能となっている。
周辺の海岸沿いは指宿温泉として温泉ホテル旅館等が建ち並んでいる。これにちなみ、砂蒸し温泉利用券とセットになった博物館入場券も販売されている。

## 沿革
- 1989年 地域博物館建設構想
- 1996年4月20日 開館

## 常設展示
常設展示は橋牟礼川遺跡に関するもの及び古代に一帯に居住していたとされる隼人に関するものが中心となっている。
- 第一展示室 CGによる姶良カルデラ噴火再現映像
- 第二展示室 発掘品による旧石器時代から弥生時代の南九州文化の紹介
- 第三展示室 古墳時代の生活をテーマにした実物大ジオラマ
- 第四展示室 隼人の歴史をアニメで紹介
- 歴史劇場 模型と映像による橋牟礼川遺跡発見の経緯紹介

## 常設体験学習
ゴム粘土や滑石を使った勾玉製作、あんぎん編み、絵付け体験、火山の宝石オリビンを使った万華鏡作り、キーホルダー作りなどが常時準備されている（実費）。

## 企画体験学習及び講演会・企画展示
各種の企画体験学習及び講演会が開催されている。

### はしむれ土曜体験館
- 考古学の枠にとらわれない体験学習会

博物館学芸員と共に外郭団体、はしむれ友の会のもと、体験学習会（例 天文観察・植物採集・PETびんロケットなど）が毎月開催されている。

### はしむれ日曜講座
- 地域歴史・考古学などに関する講演会

### 指宿発 学びのふるさと講座
- 専門家を招いてテーマにそった市民講座が毎月開催

### 企画展示
- 定期的に各種企画展が開催
- 夏休み期間に貝殻展『シェルコレ』が開催

## その他
博物館内の売店では、橋牟礼川関連書籍や企画展図録、博物館グッズの販売などが行われている。

## 開館時間
9:00から17:00まで（入館は16：30まで）

## 休館日
毎週月曜及び毎月第4水曜日（祝祭日の場合は次の平日）、年末年始

## 料金
大人510円、大学生・高校生410円、小中学生300円
- （団体割引・障害者割引・年間パスポート・砂蒸し温泉入浴券とのセットも存在）

## アクセス

### 交通
- JR指宿枕崎線指宿駅より徒歩約10分（距離は約800m）
- 駐車場 普通乗用車50台、大型バス4台以上駐車可